# Набатеї

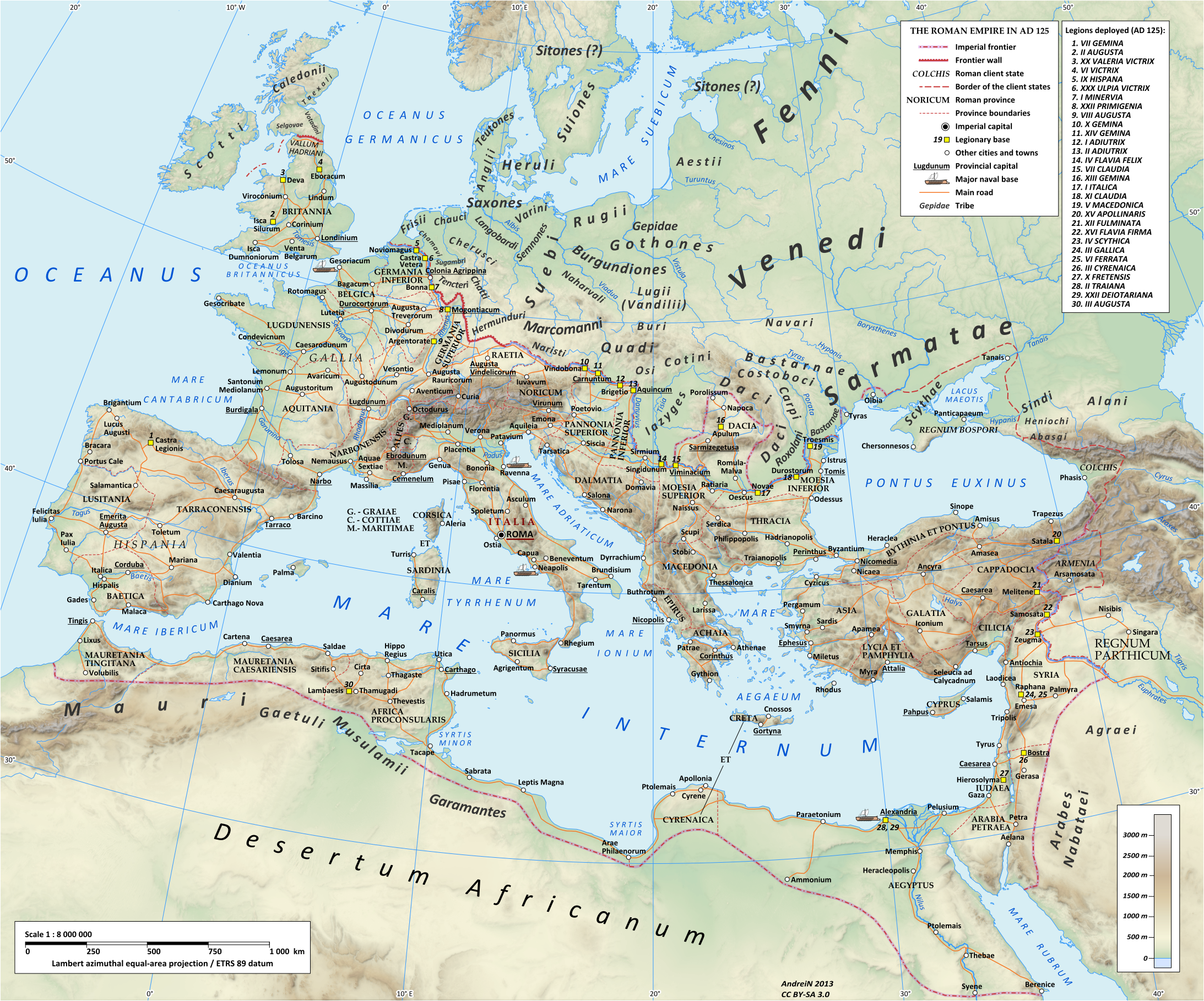
Римська імперія 125 року. Набетеї на півночі Аравії

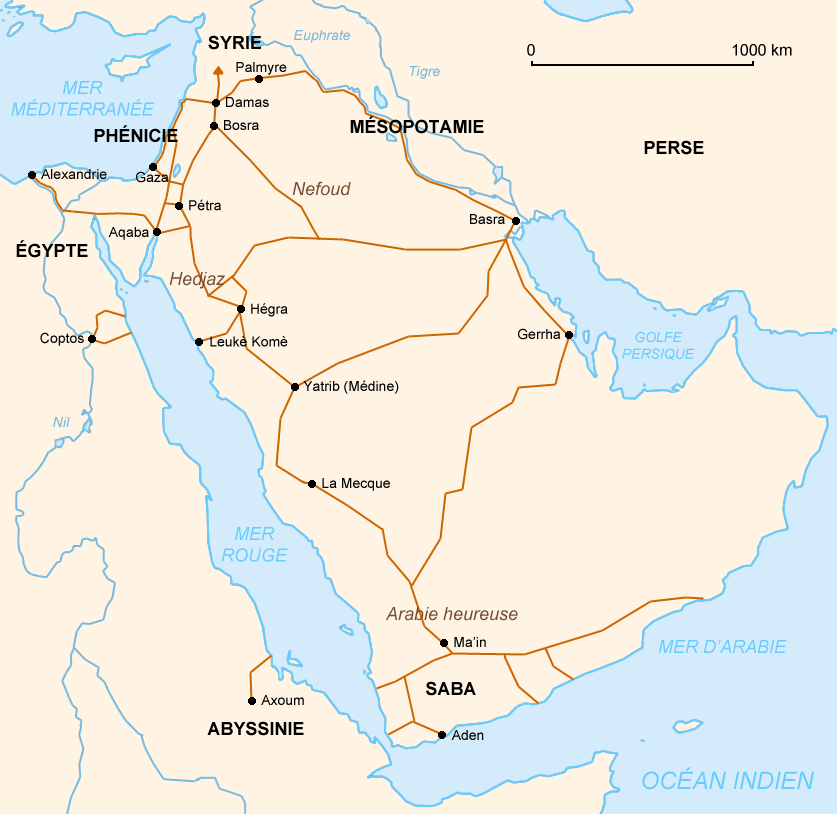
Набатейські торговельні шляхи

30°19′43″ пн. ш. 35°26′31″ сх. д. / 30.328611111111° пн. ш. 35.441943888889° сх. д.
Набатеї (грец. Ναβαταῖος, Navataíos; лат. Nabataeus), або Анбати (араб. ٱلْأَنْبَاط‎, al-ʾAnbāṭ)  — напівкочовий семітський народ, що створив царство на території Ідумеї та Зайорданні.

## Опис
Набатеї не залишили по собі писемних пам'яток, окрім кількох написів. Їх історія відома головним чином з джерел грецькою і латинською мовами. Більшість таких джерел вважає набатеїв арабами. Мова набатеїв була близька до арабської, але писали вони арамейською. 
Релігія набатеїв була синкретична і, незважаючи на грецьку форму, зберігала питомі астральні елементи. Дуже довго зберігали язичництво.
Племена набатеїв закріпилися на південному Зайорданні та Негеві в ІІІ ст. — початку ІІ ст. до н. е. Спочатку євреїв і набатеїв зближувала спільна загроза з боку Селевкідской Сирії. Так у 169 році до н. е. первосвященик Ясон шукав притулку у царя набатеїв Харітата I. У кінці ІІ століття до н. е., коли Сирія та Єгипет ослабли, набатеї створили царство, що контролювало караванні шляхи в пустельних і напівпустельних районах південного Зайордання і Негева. Тоді ж почалася експансія набатеїв на північ, яка призвела до зіткнень з Юдеєю.
Набатейське царство втратило політичну незалежність в 106 році й було перетворено на римську провінцію Аравія з головним містом Босра в Хаурані. З поширенням ісламу набатеї зникли з історичної арени.
Набатеї досягли значних успіхів в торгівлі, архітектурі та образотворчому мистецтві. Особливо цікаві досягнення набатеїв в землеробстві: вони виробили оригінальні методи водоутримання, що дозволило їм перетворити значні площі напівпустелі в квітучі сільськогосподарські оази. Деякі дані про набатейські методи водозбору і водоутримання, отримані при археологічних розкопках, застосовуються і враховуються при освоєнні нових сільськогосподарських площ в Негеві.